# Разъезд Афанасьева
Разъезд Афанасьева (каз. рзд.Афанасьев) — населённый пункт в Курмангазинском районе Атырауской области Казахстана. Входит в состав Макашского сельского округа. Код КАТО — 234657900.

## Население
В 1999 году население населённого пункта составляло 465 человек (248 мужчин и 217 женщин). По данным переписи 2009 года, в населённом пункте проживало 328 человек (168 мужчин и 160 женщин).